# Brad Fiedel
Brad Fiedel est un compositeur et chanteur américain, né le 10 mars 1951 à New York (État de New York, États-Unis).

## Biographie

### Carrière
Il est notamment connu pour son travail avec le réalisateur James Cameron pour la musique de Terminator et Terminator 2.

## Filmographie

### Cinéma
- 1975 : The Astrologer de James Glickenhaus
- 1975 : Deadly Hero d'Ivan Nagy
- 1976 : Gums de Robert J. Kaplan
- 1976 : Damien's Island de Don Murray
- 1976 : Apple Pie de Howard Goldberg
- 1977 : Looking Up de Linda Yellen
- 1981 : Les Yeux de la terreur (Night School) de Ken Hughes
- 1981 : Survivance (Just Before Dawn) de Jeff Lieberman
- 1983 : Délit de fuite (Hit and Run) de Charles Braverman
- 1983 : Les yeux de feu (Eyes of Fire) d'Avery Crounse
- 1984 : Terminator (The Terminator) de James Cameron
- 1985 : Vacances de folie (Fraternity Vacation) de James Frawley
- 1985 : Vampire, vous avez dit vampire ? (Fright Night) de Tom Holland
- 1985 : Compromising Positions de Frank Perry
- 1986 : Desert Bloom d'Eugene Corr
- 1986 : Six hommes pour sauver Harry (Let's Get Harry) de Stuart Rosenberg
- 1986 : Big Easy : Le Flic de mon cœur (The Big Easy) de Jim McBride
- 1987 : Nowhere to Hide de Mario Azzopardi
- 1988 : Vampire, vous avez dit vampire ? 2 (Fright Night Part 2) de Tommy Lee Wallace
- 1988 : Les Accusés (The Accused) de Jonathan Kaplan
- 1988 : L'Emprise des ténèbres (The Serpent and the Rainbow) de Wes Craven
- 1989 : Coupable Ressemblance (True Believer) de Joseph Ruben
- 1989 : Blue Steel de Kathryn Bigelow
- 1989 : Famille immédiate (Immediate Family) de Jonathan Kaplan
- 1991 : Terminator 2 : Le Jugement dernier (Terminator 2: Judgment Day) de James Cameron
- 1992 : Gladiateurs (Gladiator) de Rowdy Herrington
- 1992 : Franc-parler (Straight Talk) de Barnet Kellman
- 1993 : L'Affaire Karen McCoy (The Real McCoy) de Russell Mulcahy
- 1993 : Piège en eaux troubles (Striking Distance) de Rowdy Herrington
- 1993 : Blink de Michael Apted
- 1994 : Mohra de Rajiv Rai
- 1994 : True Lies de James Cameron
- 1995 : Johnny Mnemonic de Robert Longo
- 1996 : Eden de Howard Goldberg
- 1996 : T2 3-D: Battle Across Time de John Bruno, James Cameron et Stan Winston (court métrage)

### Télévision

#### Séries télévisées
- 1979-1981 : ABC Afterschool Specials (3 episodes)
- 1982-1983 : Tucker's Witch (11 episodes)
- 1986 : Jack and Mike (pilote)
- 1986 : Disney Parade (2 episodes)
- 1986-1987 : Histoires fantastiques (Amazing Stories) (épisodes Blue Man Down et You Gotta Believe Me)
- 1988-1990 : Jack Killian, l'homme au micro (Midnight Caller) (15 épisodes)
- 1991 : Eddie Dodd (pilote non diffusé)
- 1991 : La Voix du silence (Reasonable Doubts)
- 1993 : Les Contes de la crypte (Tales from the Crypt) (épisode People Who Live in Brass Hearses)
- 1996 : Raspoutine (Rasputin)
- 1997 : Timecop (3 épisodes)
- 1998 : De la Terre à la Lune (From the Earth to the Moon) (épisode We Interrupt This Program)
- 1999 : Turks

#### Téléfilms
- 1979 : Mayflower: The Pilgrims' Adventure
- 1979 : A Movie Star's Daughter
- 1980 : Hardhat and Legs
- 1980 : Sursis pour l'orchestre (Playing for Time)
- 1980 : Les Retrouvailles (Reunion)
- 1980 : The Day the Women Got Even
- 1981 : Le Bunker (The Bunker)
- 1981 : My Mother Was Never a Kid
- 1981 : The People vs. Jean Harris
- 1981 : Dream House
- 1982 : Dreams Don't Die
- 1982 : Born Beautiful
- 1983 : Le prisonnier (Jacobo Timerman: Prisoner Without a Name, Cell Without a Number)
- 1983 : Murder in Coweta County
- 1983 : Cocaïne (Cocaine: One Man's Seduction)
- 1983 : Right of Way
- 1983 : Girls of the White Orchid
- 1983 : Heart of Steel
- 1984 : The Baron and the Kid
- 1984 : When She Says No
- 1984 : Calendrier sanglant (Calendar Girl Murders)
- 1984 : Anatomy of an Illness
- 1984 : The Three Wishes of Billy Grier
- 1984 : Children in the Crossfire
- 1985 : Deadly Messages
- 1985 : Une étrange disparition (Into Thin Air)
- 1985 : The Midnight Hour
- 1986 : Brotherhood of Justice
- 1986 : État de crise (Under Siege)
- 1986 : A Fighting Choice
- 1986 : Le Choix (Second Serve)
- 1986 : Manhattan Connexion (Popeye Doyle)
- 1986 : Of Pure Blood
- 1986 : Sunday Drive
- 1987 : L'Impossible Alibi (The Last Innocent Man)
- 1987 : Bluffing It
- 1987 : Right to Die
- 1988 : Weekend War
- 1988 : Bonnie Lee en cavale (Hostage)
- 1988 : Hot Paint
- 1989 : La Destinée de Mademoiselle Simpson (Cold Sassy Tree)
- 1989 : Témoin à tuer (Perfect Witness)
- 1990 : Night Visions
- 1991 : Plymouth
- 1991 : Blood Ties
- 1992 : Jeux d'influence (Teamster Boss: The Jackie Presser Story)
- 1993 : Nick's Game
- 1996 : Jury en otage (Mistrial)
- 1999 : Purgatory
- 1999 : Y2K

## Discographie
Brad Fiedel interprète certaines chansons qu'il a écrites pour différents films. On peut ainsi l'entendre sur les titres Beginner's Luck, Foolin' No One et Out On The Town pour le film Vacances de folie, Come To Me pour Vampire, vous avez dit vampire ? et Music pour le film California Man.